# (3631) Sigyn
(3631) Sigyn es un asteroide perteneciente al cinturón de asteroides, descubierto el 25 de enero de 1987 por Eric Walter Elst desde el Observatorio de La Silla, Chile.

## Designación y nombre
Designado provisionalmente como 1987 BV1. Fue nombrado Sigyn en homenaje a “Sigyn” hija del descubridor.